# Maskarenensturmvogel
Der Maskarenensturmvogel (Pseudobulweria aterrima) ist eine seltene Vogelart aus der Familie der Sturmvögel. Er brütet auf der Maskareneninsel Réunion.

## Merkmale
Der Maskarenensturmvogel erreicht eine Größe von 36 Zentimetern. Das Gefieder ist überwiegend dunkel-schokoladenbraun. Das Kinn und die obere Kehle sind heller. Die Unterseite der Hand- und Armschwingen ist mehr silbrig. Der Schnabel ist schwarz. Die Läufe sind fleischfarben, die Füße sind schwarz. In der Mitte der Schwimmhäute ist ein fleisch-farbener Flecken zu erkennen. Sein Ruf besteht aus Pfeiflauten.

## Lebensweise
Über die Lebensweise des Maskarenensturmvogels ist nur wenig bekannt. Alle Bruthöhlen wurden auf Klippen in Heidevegetation entdeckt. Der Maskarenensturmvogel brütet im südlichen Sommer. Die Brutzeit beginnt gegen Dezember und die Jungen werden zwischen Februar und März flügge.

## Bestand und Gefährdung
Der Maskarenensturmvogel war lange nur von vier Museumsexemplaren aus dem 19. Jahrhundert bekannt, bis es ab 1964 wieder Sichtungen dieser Art in den Gewässern südlich von Réunion gegeben hat. 1970, 1973 und im Januar 1995 wurden drei tote Sturmvögel gefunden. Seitdem sind fünf Brutplätze, mit einer Population von 9 bis 10 Brutpaaren, auf Réunion entdeckt worden. Über dem Ozean wurden zwischen 1978 und 1995 insgesamt 26 Vögel gesichtet, jedoch gibt es keine Beobachtungen, die mehr als 500 km von Réunion entfernt waren. Wie beim Barausturmvogel (Pterodroma baraui), der ebenfalls auf Réunion vorkommt, geht die Hauptgefährdung von der Nachstellung durch Ratten und verwilderte Katzen aus. Eine weitere Bedrohung, die gerade die unerfahrenen Jungvögel betrifft, ist licht-induziert. Die Beleuchtung von Straßenlaternen und Lichtanlagen auf Sportplätzen ist die Ursache dafür, dass die Jungvögel bei Unfällen schwer verletzt werden und anschließend verenden. Die tatsächliche Populationsgröße ist unbekannt. BirdLife International schätzt den Bestand grob auf zwischen 90 und 800 Exemplare und klassifiziert die Art in die Kategorie „vom Aussterben bedroht“ (critically endangered). Im Dezember 2013 gelang dem israelischen Ornithologen Hadoram Shirihai erstmals ein Foto eines kurz vor der Eiablage befindlichen, trächtigen Weibchens auf See in den Gewässern Réunions. Im November 2016 wurde erstmals eine aktive Brutkolonie entdeckt.